# 蒙哥馬利鎮區 (阿肯色州溫泉縣)
蒙哥馬利鎮區（英語：Montgomery Township）是位於美國阿肯色州溫泉縣的一個行政鎮區。

## 地方資料
蒙哥馬利鎮區的面積為78.87平方千米，當中陸地面積為74.84平方千米，而水域面積為4.03平方千米。根據2010年美國人口普查的數據，當地共有人口1209人，而人口密度為每平方千米15.33人。